# Église Notre-Dame de Chatou
L'église Notre-Dame, appelée aussi église Notre-Dame de l’Assomption, ou encore Notre-Dame-du-Salut, est une église située à Chatou, en France. Elle fut initialement la première église de Chatou, au sein du noyau communal à l’origine de la ville.

## Description de l'édifice
L'édifice est construit en pierre calcaire, avec un clocher, une nef assez courte encadrée de part et d’autre par des piliers cannelés, et des  bas-côtés, le tout éclairé par des vitraux. Deux éléments, particulièrement visibles, le clocher et la façade, illustrent la construction par étape de cette église, au fil de l’histoire de la ville. Le clocher date de la construction initiale de l’église, dans un style roman, au XIIe siècle. La façade occidentale avec porche est de la fin du XIXe siècle (imitant la façade d’une église parisienne, l’église Saint-Germain-l'Auxerrois). Le chevet est plat. Le chœur en contrebas indique le niveau initial de l'église. L'édifice comprend également une sacristie, et une chapelle pour les fonts baptismaux.

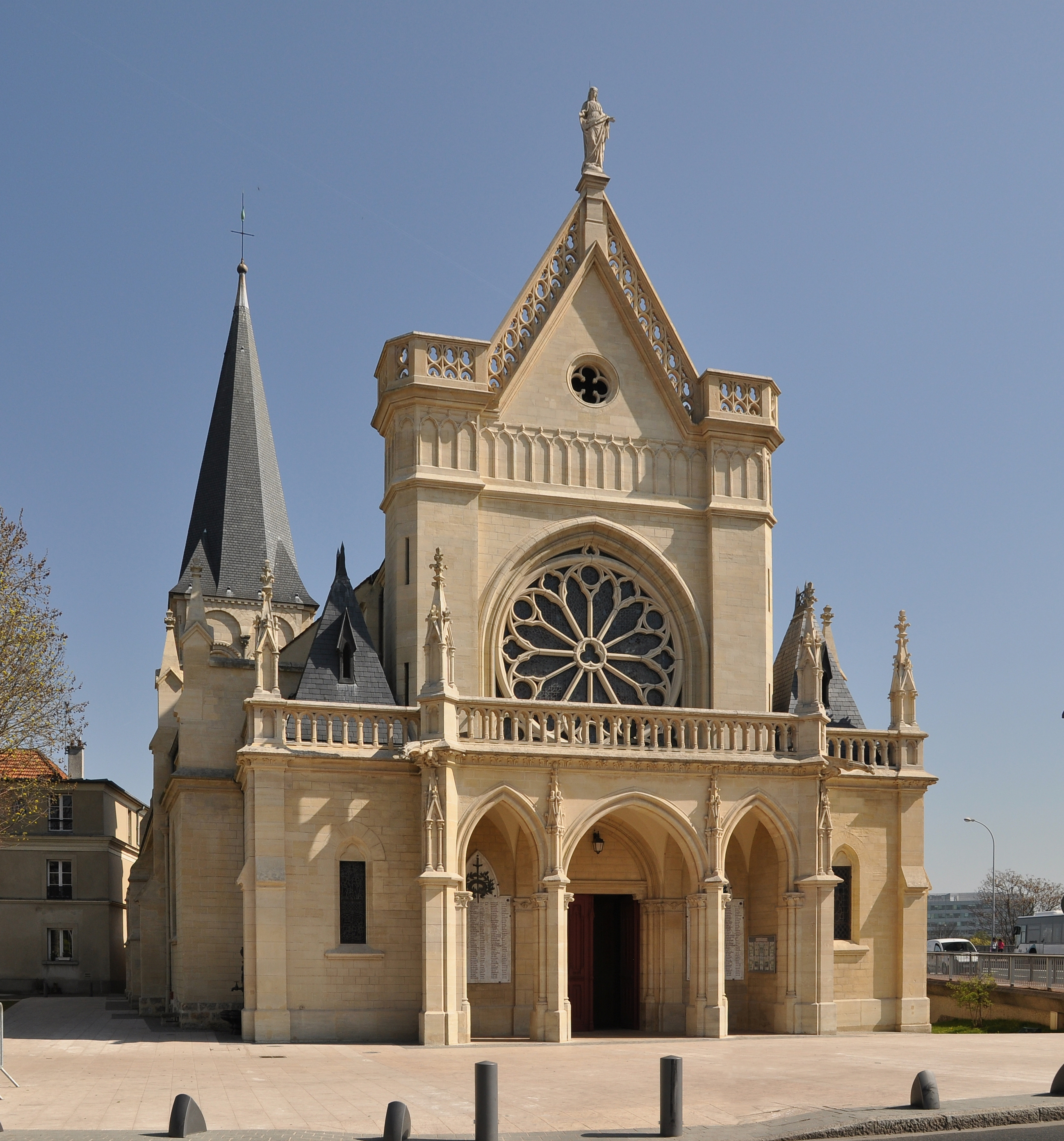
Façade occidentale.
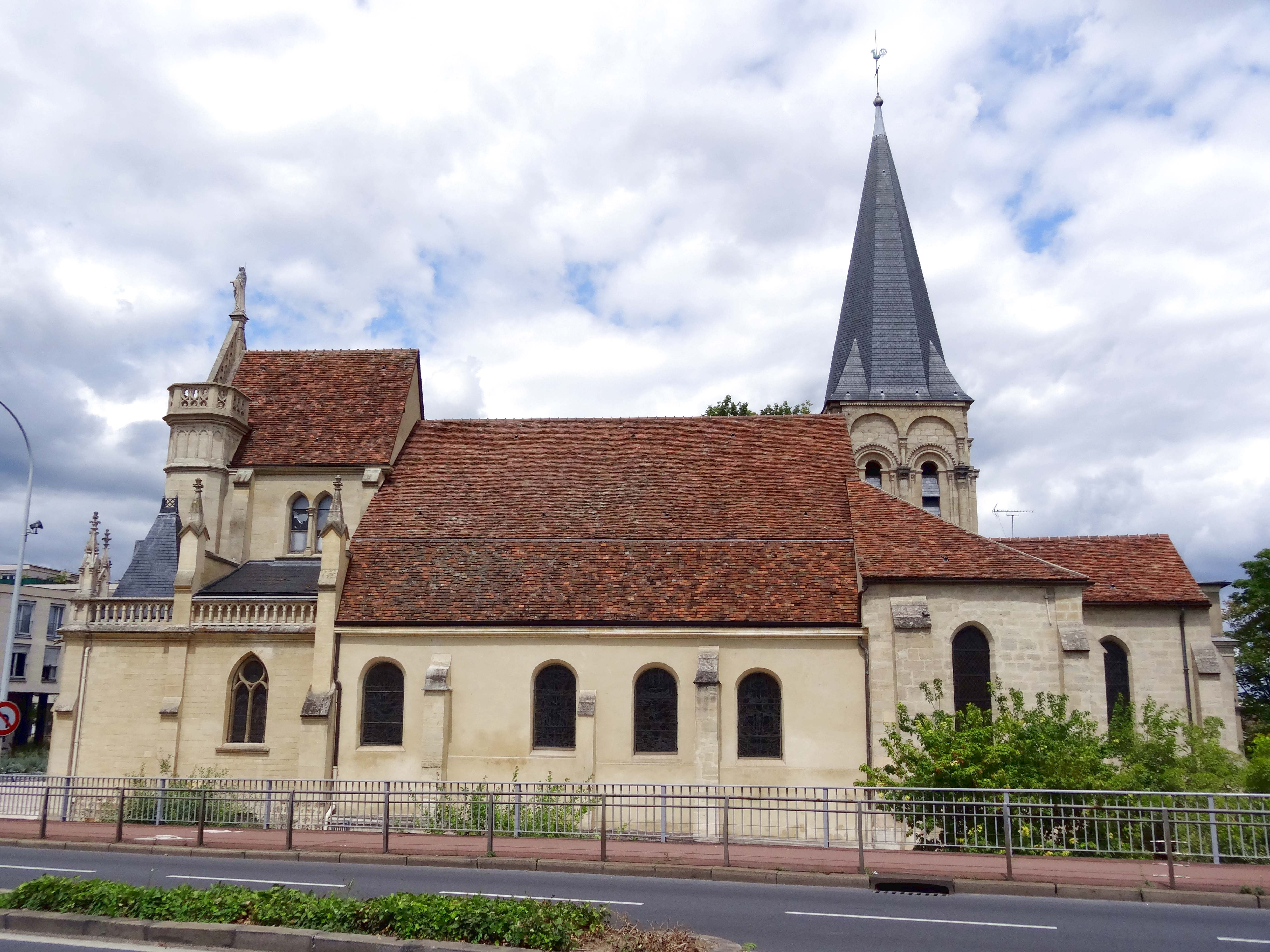
Coté sud.
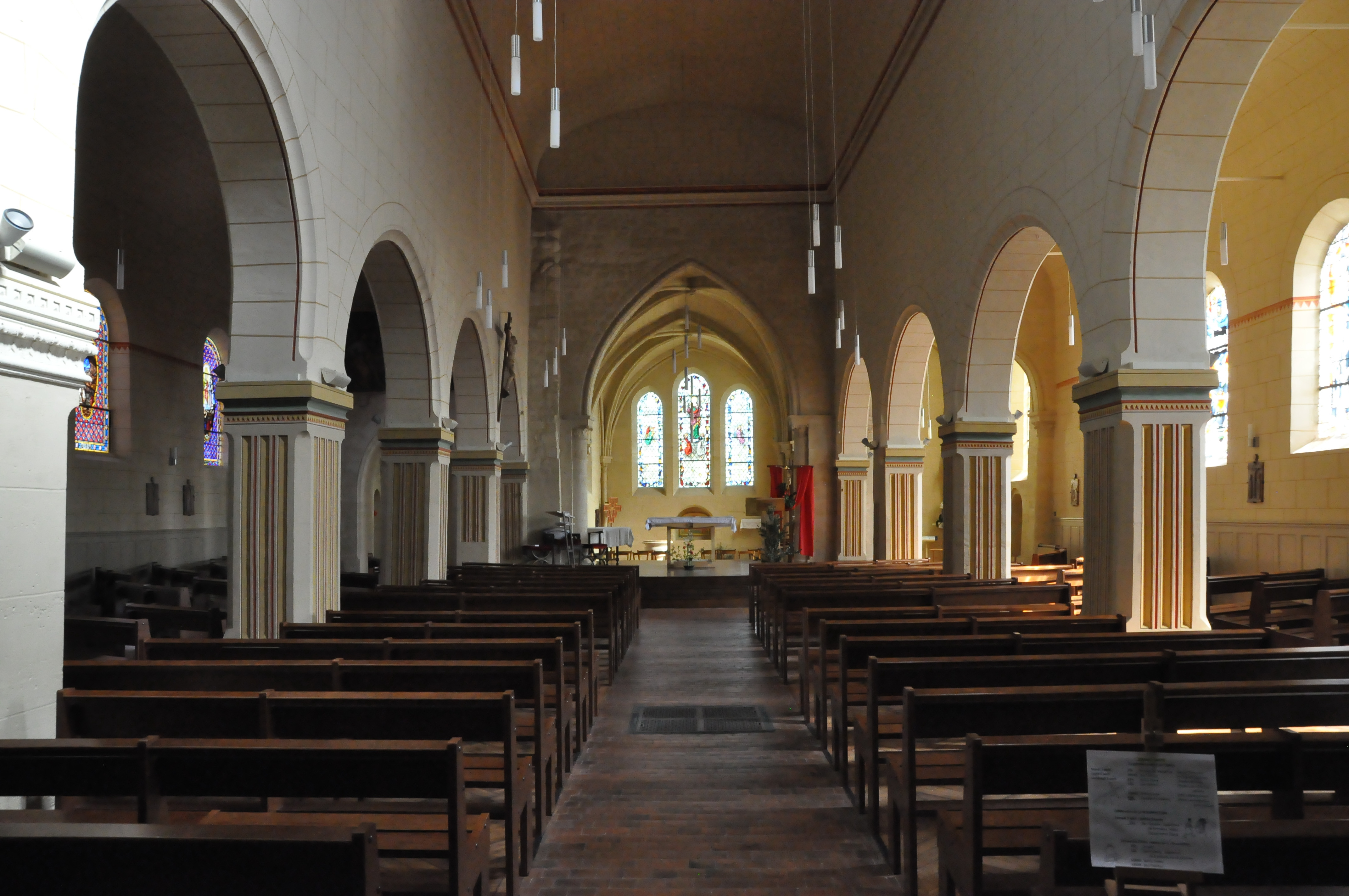
Nef et piliers.

## Mobilier à l'intérieur de l'église
Parmi les éléments les plus remarquables à l'intérieur de l'église, peuvent être cités l'orgue, construit par John Abbey en 1878, puis agrandi par Jean-Daniel Ayer en 2001-2002 (il compte désormais 4 claviers et pédalier pour 27 jeux réels), mais aussi un tableau d'Eugène Thirion de 1876, Jeanne d'Arc écoutant ses voix, une statue en bois de La Vierge à l'enfant du XIVe siècle restaurée au XIXe siècle classée aux monuments historiques dès 1905 (avant l'église), et une copie de La Cène de Philippe de Champaigne par Isidore Dumont (copie datant de 1878). 

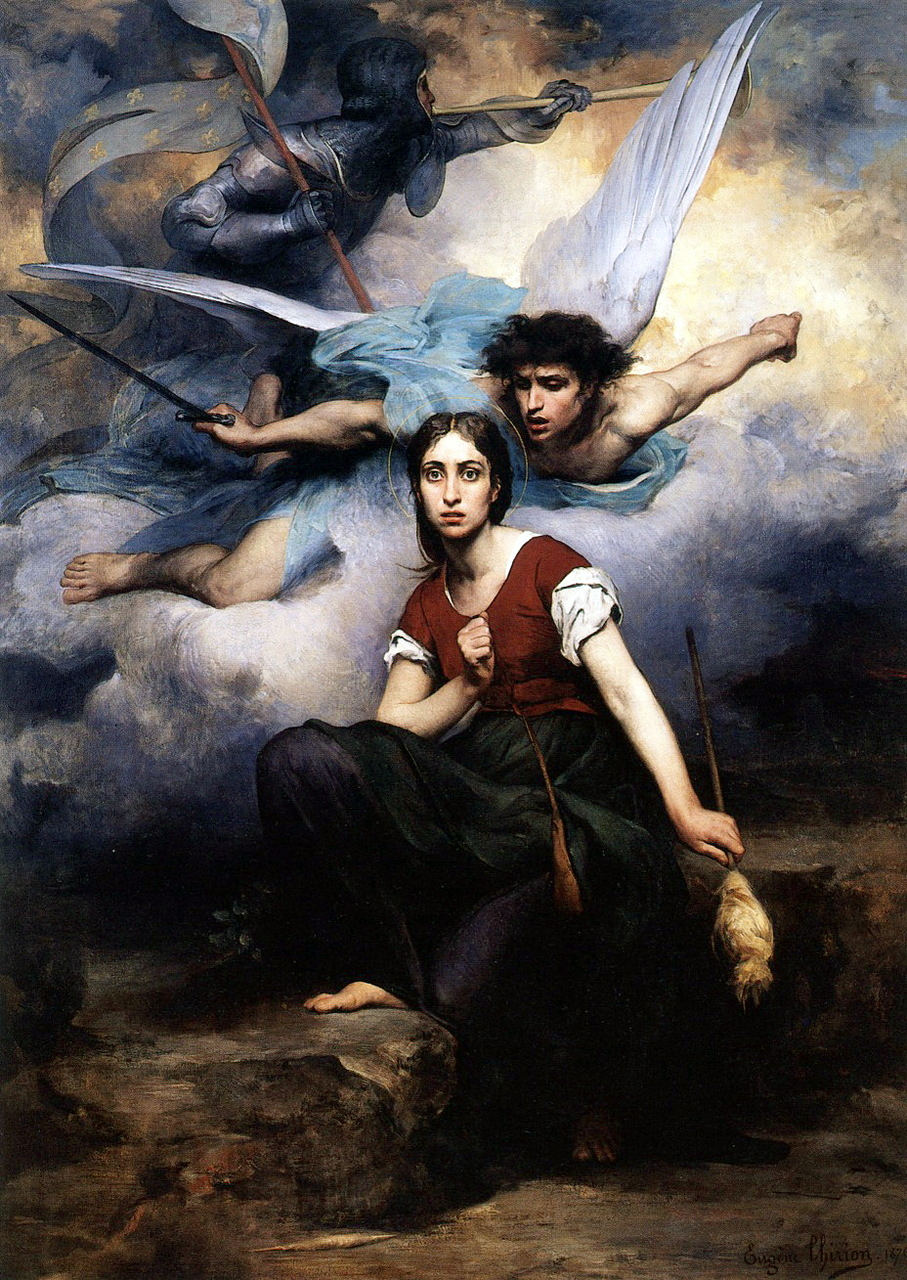
Jeanne d'Arc (E. Thirion).
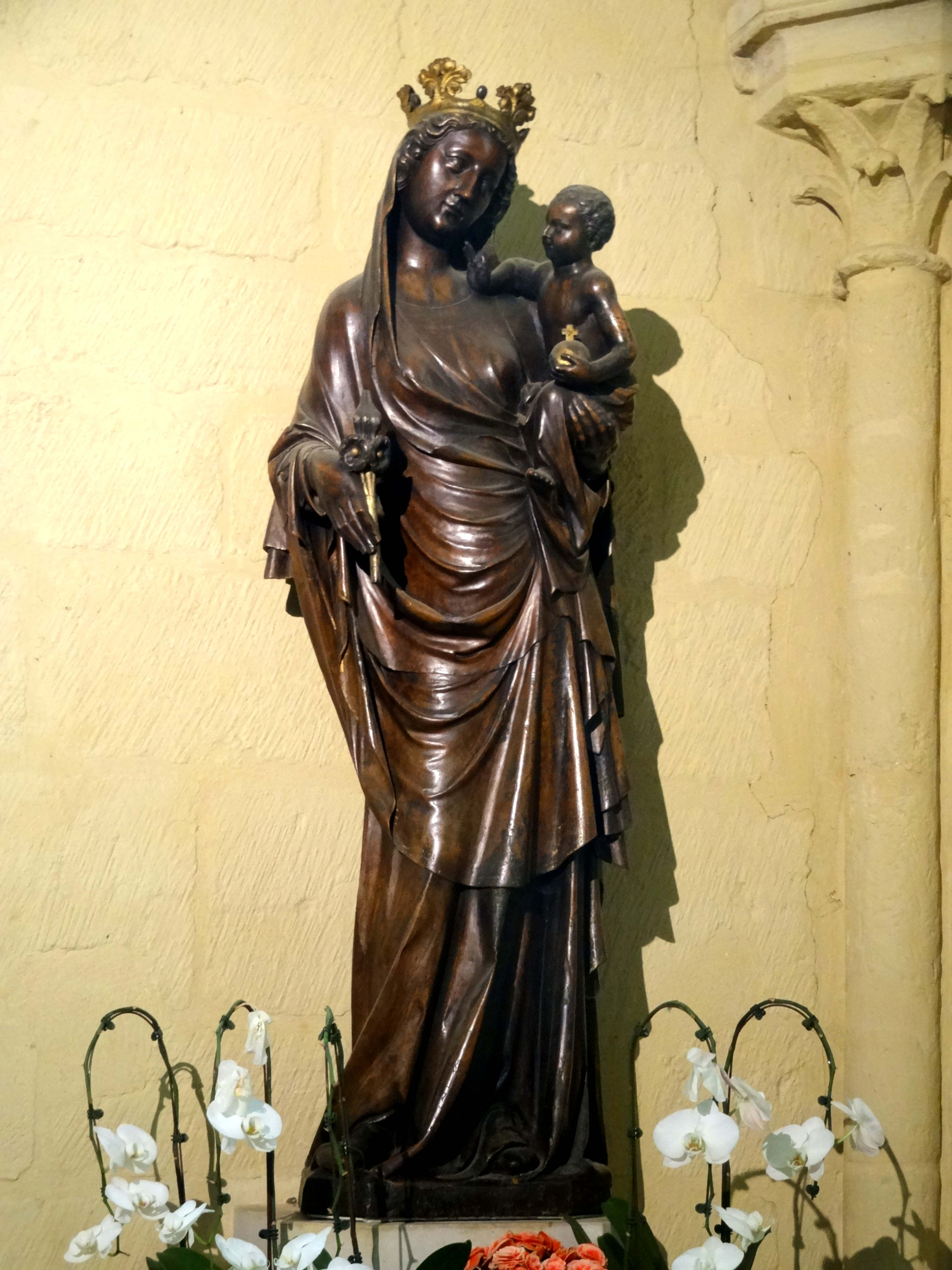
Vierge à l'Enfant.
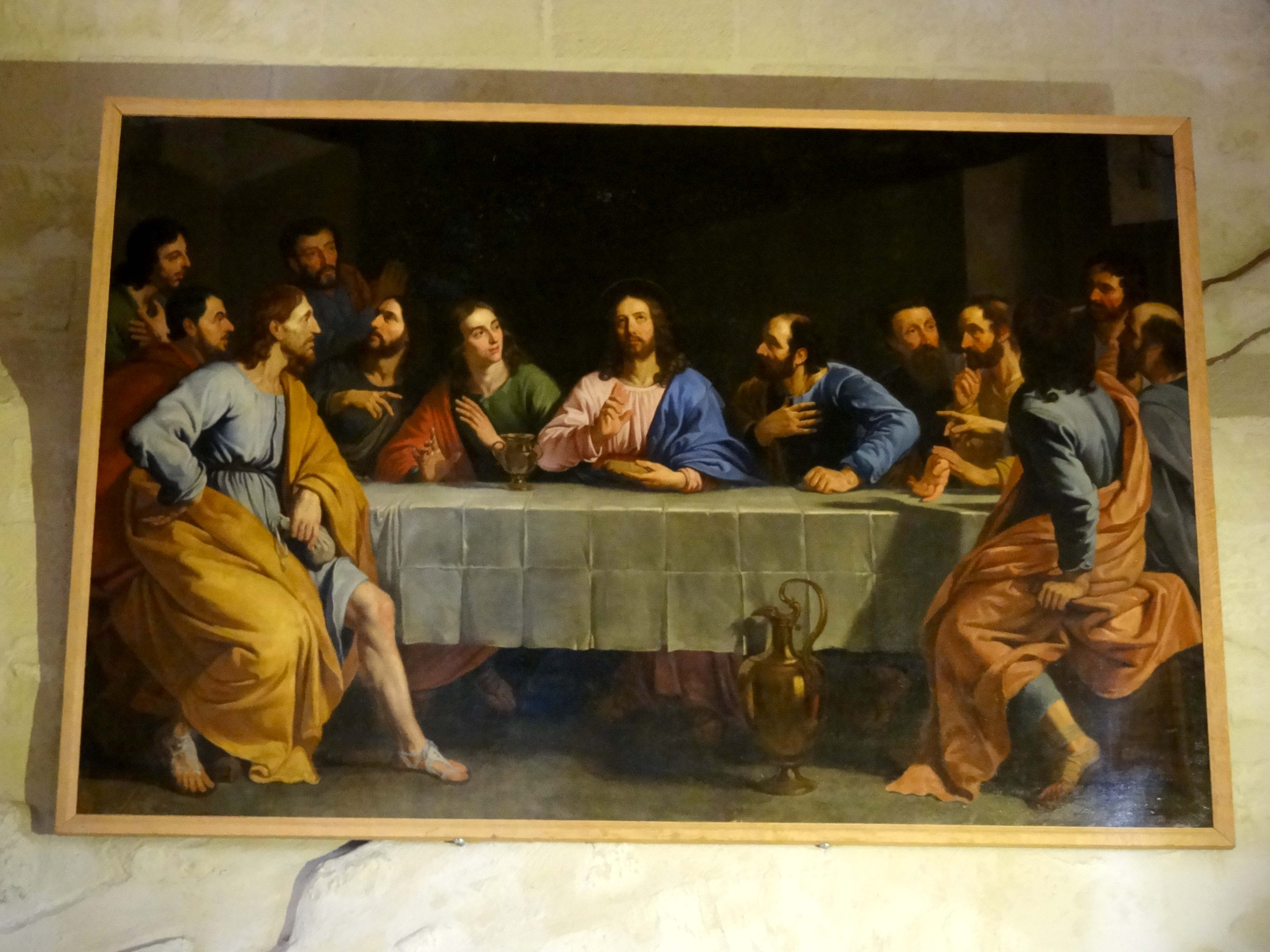
La Cène, d'après Philippe de Champaigne.

Les vitraux sont du XIXe siècle, à l'exception de quatre d'entre eux sur la façade sud qui sont du verrier Emmanuel Chauche et datent de 1984.

## Localisation
L'église est située sur la commune de Chatou, dans le département français des Yvelines, à proximité de la Seine et du pont de Chatou. Elle appartient à ce qui fut pendant plusieurs siècles, le noyau initial de la commune (les autres églises de Chatou sont plus récentes, comme l'église Sainte-Thérèse qui date des années 1930, l'entre-deux-guerres, période d'extension de la ville). Elle est située au numéro 4 d’une place désormais appelée place Sainte-Marie.
Dans les années 1960, le pont de Chatou a été déplacé d'environ 175 mètres (les précédents ponts étaient dans le prolongement de ce qui s'appelle désormais la rue du Port), et plusieurs quartiers dont celui autour de cette église ont été profondément modifiés (certains immeubles étaient vétustes et insalubres), avec en particulier la disparition d'une rue ancienne, la rue de la Paroisse, de plusieurs magasins emblématiques de la ville précédemment situés à proximité de l'église Notre-Dame, et de l'ancien hôtel de ville édifié dans les années 1830 par Camille Perier, et transféré dans un autre quartier en 1878. La place Sainte-Marie est sans doute moins commerçante et moins au centre de Chatou qu'auparavant. Pour autant, elle reste dans une situation privilégiée, située à l'entrée de la ville via le pont de Chatou de 1966, à proximité des bords de Seine et de l'île des Impressionnistes. En décembre 2021, un lieu d'exposition collectif d'artistes contemporains des boucles de la Seine s'ouvre sur cette place Sainte-Marie, face à l'église et s'intitule Berthe et Edgar, en hommage aux artistes qui les ont précédés au XIXe siècle.

## Historique
C’est une église bâtie initialement au XIIe siècle, se substituant à une autre église de Chatou construite en bois au XIe siècle sur l’emplacement d’un sanctuaire mérovingien, et détruite lors d’une incursion normande.
De l’église romane du XIIe siècle, ne subsiste que le clocher. Le chevet et les travées qui suivent sont du XIIIe siècle, ou du XVIe siècle et XVIIe siècle. 
Des bombardements ayant fragilisé l’édifice durant la guerre franco-allemande de 1870, une restauration est confiée  à un architecte et conseiller municipal catovien, Paul Abadie (connu principalement pour la construction, peu de temps après, de la basilique du Sacré-Cœur de Montmartre),, et réalisée en 1872. Il ajoute également une flèche au clocher et rénove la nef, y introduisant les piliers cannelés. La façade est de 1880, réalisée par Eugène Bardon, autre architecte catovien, sur le modèle de celle de l’église Saint-Germain-l'Auxerrois de Paris.
L'édifice est inscrit au titre des monuments historiques en 1925. 
Une nouvelle restauration et un ravalement sont effectués en 2009 à la demande de la mairie. Ces travaux sont pilotés par l’architecte Matthieu Joulié.